# 拉穆舌鱗銀漢魚
拉穆舌鱗銀漢魚（學名：Glossolepis ramuensis）為輻鰭魚綱銀漢魚目虹銀漢魚科的其中一種，分布於巴布亞紐幾內亞Gogol河流域，為熱帶魚類，體長可達6.5公分，棲息在底中層水域，生活習性不明。